# Port lotniczy Wonju
Port lotniczy Wonju (IATA: WJU, ICAO: RKNW) – port lotniczy położony w mieście Wonju, w Korei Południowej.